# Ranuccio Tommasoni
Ranuccio Tommasoni est un aristocrate romain connu pour avoir été la victime du peintre Caravage, qui le tue d'un coup d'épée lors d'une rixe de rue le 28 mai 1606.
Son nom est repris dans le roman L'Homme flambé de Michael Ondaatje, paru en 1993 et d'où est tiré le film Le Patient anglais : il désigne un personnage qui s'oppose à un autre, nommé David Caravaggio. 